# Marcel Janbon
Ne doit pas être confondu avec Marcel Jambon.
Marcel Janbon, né le 24 novembre 1898 à Montpellier et mort le 24 mai 1996 dans la même ville, est un infectiologue, professeur de clinique médicale français.

## Biographie
Contemporain de l'apparition des sulfamides puis des antibiotiques, il a consacré de très nombreux travaux aux applications thérapeutiques de ceux-ci,.
La découverte des antidiabétiques oraux remonte à la deuxième moitié du XIXe siècle. L'effet hypoglycémiant de certains sulfamides antibactériens est montré en 1942 par Marcel Janbon à Montpellier et prouvé expérimentalement par Auguste Loubatières.
En 1942, à Montpellier, Janbon et son équipe découvrent les effets hypoglycémiants d'un sulfonamide.
Marcel Janbon a fait partie de l'Académie nationale de médecine ; il était correspondant national pour la division de médecine de 1961 à 1996.